# San Miguel (El Salvador)
San Miguel (ursprünglich San Miguel de la Frontera, benannt nach dem Erzengel Michael) ist die größte Stadt im Osten des mittelamerikanischen Staates El Salvador. Sie ist Hauptstadt des Departamento San Miguel.

## Geschichte
San Miguel de la Frontera wurde am 8. Mai 1530 von Kapitän Luis de Moscoso als Basis gegen aus dem heutigen Nicaragua operierende, rivalisierende Konquistadoren gegründet. An der Stelle befand sich vermutlich zuvor eine Siedlung der Lenca mit dem Namen Chaparrastique („Platz mit wundervollen Gärten“). Nachdem der Ort einige Aufstände überlebte, wurde er nach 1537 durch Goldfunde reich. 1574 wurde er zur Stadt erhoben und im März 1586 durch ein Feuer weitgehend zerstört. An nahegelegener Stelle wurde San Miguel darauf wieder errichtet. Es verfügt noch heute über zahlreiche koloniale Bauten und die 1962 nach 100 Jahren fertiggestellte Kathedrale von San Miguel.
1878 hatte San Miguel 9.842 Einwohner. 2005 lebten dort 181.819 Menschen.

## Geografie
San Miguel liegt 107 m ü. M., am Fuß des 1975 m hohen, sehr tätigen Vulkans von San Miguel, der auch als Chaparrastique bekannt ist. In der Nähe befindet sich auch der Vulkan Chinameca.

## Weiteres
San Miguel ist bekannt für seinen Karneval im November.

## Städtepartnerschaften
- Arlington County, Virginia, USA

## Söhne und Töchter der Stadt
- José María Silva (1804–1876), Supremo Director von El Salvador
- José Félix Quiroz (1811–1883), Supremo Director von El Salvador
- Francisco Gavidia (1863–1955), Schriftsteller
- Arturo Ramón Ávila (1885–1951), Politiker und Diplomat
- Osmín Aguirre y Salinas (1889–1977), Militär und Präsident von El Salvador
- Juan Enrique Avila (1892–1968), Schriftsteller
- Juan Ramón Martínez (1948–2024), Fußballspieler
- Raúl Díaz Arce (* 1970), Fußballspieler